# 胡明扬
胡明扬（1925年—2011年6月22日），男，浙江海盐人，中国语文教育家和语言学家，中国人民大学博士生导师、文学院教授，曾任中国语言学会常务理事。于2011年6月22日病逝。